# Livadiá (ort i Grekland)
Livadiá (Livadia) är en ort i Grekland.   Den ligger i prefekturen Nomós Serrón och regionen Mellersta Makedonien, i den norra delen av landet, 400 km norr om huvudstaden Aten. Livadiá ligger 59 meter över havet och antalet invånare är 623.
Terrängen runt Livadiá är varierad. Runt Livadiá är det ganska glesbefolkat, med 34 invånare per kvadratkilometer. Närmaste större samhälle är Néo Petrítsi, 18,4 km öster om Livadiá. I omgivningarna runt Livadiá växer i huvudsak blandskog.